# NAL Saras
Die NAL Saras ist ein in der Entwicklung befindliches Kurzstrecken-Verkehrsflugzeug des indischen Flugzeugherstellers Hindustan Aeronautics.

## Entwicklung
Ursprünglich war die NAL Saras eine Entwicklung des russischen Konstruktionsbüros Mjassischtschew unter der Bezeichnung M-102 Duet. Mjassischtschew führte umfangreiche Windkanaltests mit Modellen durch. Es wurden Modelle mit den Triebwerken Gluschenko TWD-20M oder den Triebwerken Pratt & Whitney Canada PT6A-66 Turboprop präsentiert. Auf der MAKS 2015 wurde ein 1:1-Mock-Up ausgestellt, das sich von den Modellen durch ein Bugfahrwerk mit nur einem Rad, statt wie vorher mit zwei Rädern unterschied. Nach langjähriger Entwicklungsphase holte das russische Konstruktionsbüro das indische Luft- und Raumfahrtunternehmen wegen Finanzierungsproblemen hinzu und machte aus dem Flugzeug ein Gemeinschaftsprojekt. Schließlich schieden die Russen ganz aus dem Projekt aus. Die restliche Entwicklungsarbeit übernahm die indische National Aerospace Laboratory (NAL). Sie hat sich zum Ziel gesetzt, die Saras zur Serienreife zu bringen. Das Projekt kämpft mit erheblichen Zeit- und Gewichtsproblemen. Der erste Prototyp (PT1) startete nach langer Verzögerung am 29. Mai 2004 zum Erstflug. Ein zweiter Prototyp (PT2) folgte im April 2007. Er ging allerdings am 6. März 2009 durch Absturz verloren, die zwei Piloten und ein Ingenieur kamen dabei ums Leben. Es zeigte sich, dass das Flugzeug zu schwer war und stärkere Triebwerke verwendet werden mussten. Auch die Flugsteuerungssysteme wurden als verbesserungsbedürftig angesehen. Die Entwicklung wurde daraufhin vorübergehend eingestellt. NAL nahm die Arbeiten an dem Programm 2016 wieder auf, indem der erste Prototyp modifiziert wurde. Er erhielt neue Triebwerksgondeln, verbesserte Landeklappen und Ruder sowie eine neue Kabinenausstattung. Der nun als PT1N bezeichnete Prototyp machte seinen ersten Flug nach den Umbaumaßnahmen am 24. Januar 2018.
Die geplante 19-sitzige Serienversion (Mk2) soll deutlich leichter werden, eine verbesserte Flugsteuerung und neue Avionikelemente erhalten. Als Triebwerke sind zwei PT6A-Turboprops vorgesehen, die eine Reichweite von 800 km und eine Geschwindigkeit über 500 km/h ermöglichen sollen.

## Konstruktion
Bei der NAL SARAS handelt es sich um einen zweimotorigen Tiefdecker mit zwei seitlich an Pylonen am Heck angebrachten Propellerturbinen und T-Leitwerk. Die beiden Triebwerke sind als sog. Pusher (= mit Schubpropellern) ausgelegt, was eine Reduzierung des Lärms in der Kabine zur Folge hat.
Das Flugzeug soll in der Lage sein, von heißen und hochgelegenen Flugplätzen mit unpräparierten Pisten zu starten und zu landen. Verschiedene Varianten sind geplant: Passagierflugzeug für Kurzstrecken, fliegende Ambulanz und Überwachungsflugzeug.

## Technische Daten
| Kenngröße                    | Daten                                                                |
| ---------------------------- | -------------------------------------------------------------------- |
| Besatzung                    | 2                                                                    |
| Passagiere                   | 15                                                                   |
| Länge                        | 15,02 m                                                              |
| Spannweite                   | 14,07 m                                                              |
| Höhe                         | 5,17 m                                                               |
| Flügelfläche                 | 25,70 m²                                                             |
| Flügelstreckung              | 7,7                                                                  |
| max. Nutzlast                | 1232 kg                                                              |
| Leermasse                    | 4116 kg                                                              |
| max. Startmasse              | 7100 kg                                                              |
| max. Reisegeschwindigkeit    | 625 km/h                                                             |
| normale Reisegeschwindigkeit | 520 km/h                                                             |
| Dienstgipfelhöhe             | 9000 m                                                               |
| Reichweite mit max. Nutzlast | 1200 km                                                              |
| Triebwerke                   | zwei Propellerturbinen Pratt & Whitney Canada PT6A-66 mit je 1170 kW |